# Provençals del Poblenou
Provençals del Poblenou este un cartier din districtul 10, Sant Martí, al orasului Barcelona.